# يوسف كاتب أوغلي
يوسُف كاتب أوغلي (بالتركية: Yusuf Katipoğlu) (ولد في إسطنبول في تركيا عام 1965) وهو سياسي ورجل أعمال ومحلل سياسي وخبير اقتصادي تركي، وحاصل على دكتوراه في الاقتصاد التركي من جامعة بيلكنت وشهادة في الهندسة البيئية من الجامعة الأمريكية بأنقرة.
وبرز على أشهر القنوات العربية، والمواقع الإخبارية من خلال تحاليله، عن سياسات ودور تركيا في الشرق الأوسط، وتعاملها مع الشعوب العربية خلال الربيع العربي.